# Centrální distrikt (Izrael)
Centrální distrikt (hebrejsky מחוז המרכז‎, mechoz ha-Merkaz) je jedním ze šesti izraelských distriktů.

## Demografie
Rozkládá se na 1294 km² a jeho správním centrem je Ramla. Ke konci roku 2014 zde žilo 2 024 500 obyvatel, z nichž 1 858 400 (91,8 %) jsou Židé a „ostatní“ a 166 100 (8,2 %) jsou Arabové.

## Administrativní dělení
| subdistrikt  | města | místní rady                                                                    | oblastní rady                                                  |
| ------------ | --- | ------------------------------------------------------------------------------ | -------------------------------------------------------------- |
| Petach Tikva | - El'ad - Giv'at Šmuel - Hod ha-Šaron - Jehud-Monoson - Kafr Kasim - Kfar Saba - Petach Tikva - Ra'anana - Roš ha-Ajin | - Džaldžulja - Ganej Tikva - Kadima-Coran - Kafr Bara - Kochav Ja'ir - Savijon | - Drom ha-Šaron - Chevel Modi'in                               |
| Ramla        | - Lod - Modi'in-Makabim-Re'ut - Ramla                                                                                  | - Be'er Ja'akov - Bejt Dagan - Šoham                                           | - Emek Lod (Lodské údolí) - Gezer                              |
| Rechovot     | - Javne - Nes Cijona - Rechovot - Rišon le-Cijon                                                                       | - Bnej Ajiš - Gan Javne - Gedera - Kirjat Ekron - Mazkeret Batja               | - Brenner - Gan Rave - Gederot - Chevel Javne - Nachal Sorek   |
| Šaron        | - Kalansuva - Netanja - Tajbe - Tira                                                                                   | - Eljachin - Even Jehuda - Kfar Jona - Pardesija - Tel Mond - Zemer            | - Emek Chefer (Cheferské údolí) - Chof ha-Šaron - Lev ha-Šaron |